# Sacasena
Sacasena (em grego: Σακασηνή; romaniz.: Sakasēnḗ), Xacaxém (em armênio: Շակաշեն; romaniz.: Šakašēn) ou Xicaxém (Շիկաշեն, Šikašēn), segundo a Geografia de Ananias de Siracena (século VII), foi um gavar (cantão) da província de Otena, no Reino da Armênia. Seu nome pode estar associado aos sacas ou citas que invadiram o antigo Reino de Urartu no século VII a.C. e devem ter permanecido no país em alguns enclaves. Compreendia uma área de 2 900 quilômetros quadrados que se estendia do rio Zacã (Jegã) ao rio Curique (atual Quiraque) junto da margem direita do rio Cura (a região de Ganja). Com o distrito de Tus-Custaque, formava um principado controlado pela família Dastacarano. Desde 387, com a Paz de Acilisena assinada pelo Império Romano e o Império Sassânida, foi incorporado no Reino da Albânia.